# Uni Air
Uni Air (tiếng Hoa: 立榮航空; Lìróng Hángkōng; (Lập Vinh hàng không) là một hãng hàng không có trụ sở tại Đài Loan. Đây là hãng hàng không nội địa và khu vực của EVA Air. Hãng được biết đến với tên gọi Hãng hàng không quốc tế Makung cho đến năm 1996, khi EVA Air nắm giữ đa số cổ phần của hãng này. Năm 1998, hãng này được sáp nhập với Great China Airlines và Taiwan Airways, mà hãng EVA Air cũng có vốn trong đó, để thành lập UNI Airways (Uni Air).
Hãng này đã có một thị phần lớn trong thị trường hàng không nội địa của Đài Loan trong những năm gần đây và đã mở rộng ra các tuyến quốc tế từ Cao Hùng. Một vài chiếc McDonnell Douglas MD-90 của hãng đã được sơn lại và bay cho công ty mẹ là EVA Air để giải quyết sự quá tải của EVA Air. Năm 2007, Uni Air đã được phép bay đến Nhật Bản.

## Các điểm đến

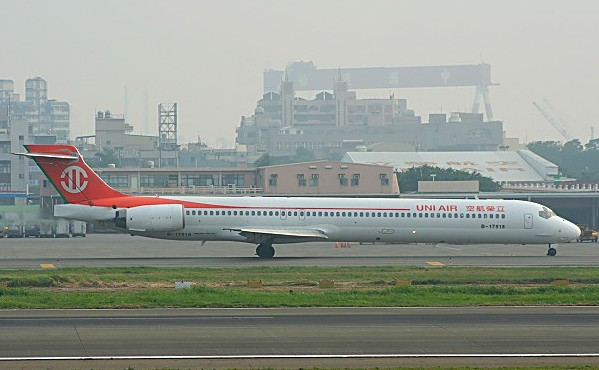
MD-90-30 "B-17918" from Uni Air in Kaohsiung (October 2006)

Đến thời điểm tháng 5 năm 2006, hãng có các tuyến sau, trong đó các tuyến quốc tế từ Cao Hùng đi Bangkok, Hà Nội và Seoul và các chuyến thuê bao từ Cao Hùng đi Bali và Jeju. Một tuyến thuê bao mới từ Cao Hùng đi Sapporo hoạt động từ năm 2007.

### Đông Á
- Trung Quốc
  - Hồng Kông
    - Hồng Kông (Sân bay quốc tế Hong Kong)
- Đài Loan
  - Gia Nghĩa (Sân bay Gia Nghĩa)
  - Hengchun (Sân bay Hengchun)
  - Cao Hùng (Sân bay quốc tế Cao Hùng) Trụ sở chính
  - Kim Môn (Sân bay Kim Môn)
  - Mã Công (Sân bay Mã Công)
  - Đảo Matsu (Sân bay Matsu Beigan)
  - Nangan (Sân bay Matsu Nangan)
  - Đài Trung (Sân bay Đài Trung)
  - Đài Nam (Sân bay Đài Nam)
  - Đài Bắc (Sân bay Tùng Sơn Đài Bắc) Trụ sở chính
  - Taitung (Sân bay Taitung)
- Nhật Bản
  - Hokkaidō
    - Sapporo (Sân bay Chitose mới)
- Hàn Quốc
  - Seoul (Sân bay quốc tế Incheon)

### Đông Nam Á
- Indonesia
  - Bali (Sân bay quốc tế Ngurah Rai)
- Thái Lan
  - Bangkok (Sân bay quốc tế Suvarnabhumi)
- Việt Nam
  - Hà Nội (Sân bay quốc tế Nội Bài)
  - Thành phố Hồ Chí Minh (Sân bay quốc tế Tân Sơn Nhất)

## Đội tàu bay
Đến tháng 8 năm 2016 đội tàu bay của hãng Uni Air bao gồm :
- 2 ATR 72
- 1 Bombardier Dash 8 Q200
- 10 Bombardier Dash 8 Q300
- 10 McDonnell Douglas MD-90-30
- 1 McDonnell Douglas MD-90-30ER

Trước đây đã dùng:
- 1 Boeing 757-200 (giao năm 1996 và đã hoạt động được một thời gian)
- Dornier 228
- BAe 146